# حسن‌آباد (اسلام‌آباد غرب)
حسن‌آباد، روستایی از توابع بخش مرکزی شهرستان اسلام‌آباد غرب در استان کرمانشاه ایران است.

## جمعیت
این روستا در دهستان حسن‌آباد قرار دارد و براساس سرشماری مرکز آمار ایران در سال ۱۳۸۵، جمعیت آن ۱٬۱۴۵ نفر (۲۷۰خانوار) بوده‌است. 